# Engelhartszell
Engelhartszell är en ort och kommun i Österrike. Den ligger i distriktet Schärding i förbundslandet Oberösterreich, 200 kilometer väster om huvudstaden Wien. Större delen av kommunen ligger längs floden Donau som i den nordvästra delen av kommunen även utgör gräns mot Bayern i Tyskland. 
Kommunen består av åtta orter (Ortschaften) (inom parentes invånarantal 1 januari 2024):

- Engelhartszell (462)
- Engelszell (123)
- Kronschlag (12)
- Maierhof (58)
- Oberranna (16)
- Ronthal (25)
- Saag (17)
- Stadl (208)